# 吐虎鲁克·铁木尔汗麻扎
吐虎鲁克·铁木尔汗麻扎，亦称“大麻扎”（“麻扎”是维吾尔语陵墓的意思），位于新疆维吾尔自治区伊犁哈萨克自治州霍城县境内农四师61团场部西侧。
1957年被列入新疆歷史文化古跡保護名錄，2001年被列入國家級名錄。

## 墓主
吐虎鲁克·铁木尔又譯為禿忽魯帖木兒，是成吉思汗次子察合台汗的後裔。他是新疆地區第一個信奉伊斯蘭教的蒙古汗，對伊斯蘭教在新疆的傳播、發展起了重要作用。
他死後按伊斯蘭教習俗安葬，並在元至正二十三年至二十九年（1363年—1369年）葬于現霍城東北20餘公里處為他建造了王陵。
據傳王陵原來古松蒼柏，林木蔭翳，芳草萋萋。現在僅存禿黑魯帖木兒墓和其子墓兩座建築，在陵後有幾間帶檐廊的平房，從建築的造型和性質看，屬中國早期伊斯蘭陵墓建築中的佼佼者。

## 建築
禿黑魯帖木兒陵室採用方形體上冠穹窿頂的手法，建築為兩層，室內採用暗回廊（設帆拱），使穹窿頂向方形體過渡，帆拱處卻留有一個霸王拳。上部穹窿頂升高外露。頂部造型手法簡練，立面為長方形體中央設伊斯蘭大拱券龕，不用祌乳拱，四隅配扶壁柱塔，冠以小亭頂。大龕的邊框，以古兰经銘文為主題。用幾何紋圖案和植物紋圖案組成的花帶線條構成裝飾。共有20餘種圖案，由藍、綠、焦茶、紅、黃、白等彩色琉璃磚和鑲嵌畫裝飾而成，具有強烈的中亞伊斯蘭建築風格和濃郁的宗教色彩。
彩色琉璃磚和鑲嵌畫尺寸準確、質地均勻。至今色澤如新，據考古發掘鑒定，為當地製造。說明早在14世紀初，新疆在建材方面的技術已很高超。王陵，在政治、經濟、建築藝術、建築材料、施工技術等方面，都是研究中國早期伊斯蘭建築的珍貴遺物，它在中國建築史上具有重要地位。